# Девруз
Девруз (фр. Devrouze) насеље је и општина у источном делу централне Француске у региону Бургоња, у департману Саона и Лоара која припада префектури Луан.
По подацима из 2011. године у општини је живело 314 становника, а густина насељености је износила 21,45 становника/km². Општина се простире на површини од 14,64 km². Налази се на средњој надморској висини од 210 метара (максималној 212 m, а минималној 187 m).

## Демографија
| 1962. | 1968. | 1975. | 1982. | 1990. | 1999. | 2011. |
| ----- | ----- | ----- | ----- | ----- | ----- | ----- |
| 360   | 435   | 341   | 305   | 275   | 251   | 314   |

График промене броја становника у току последњих година